# Manuel Gomes Correia de Miranda
Manuel Gomes Corrêa de Miranda (Rio de Janeiro, 29 de agosto de 1822[carece de fontes?] — Rio de Janeiro, 7 de agosto de 1901[carece de fontes?]) foi um político brasileiro.
Foi 1º vice-presidente da província do Amazonas, nomeado por carta imperial de 18 de agosto de 1851, tendo assumido a presidência interina da província sete vezes, de 27 de junho de 1852 a 22 de abril de 1853, de 11 de março de 1855 a 28 de janeiro de 1856, de 26 de fevereiro a 12 de março de 1857, 11 de maio a 8 de agosto de 1857, de 30 de maio de 1859 a 24 de novembro de 1860, de 7 de janeiro a 7 de fevereiro de 1863 e de 20 de maio a 24 de agosto de 1865.